# Motolice kopinatá
Motolice kopinatá je 6–10 mm dlouhá motolice, která parazituje v játrech domácích, ale i volně žijících přežvýkavců, nazývaná též ovčí.

## Vývojový cyklusD. dendriticum

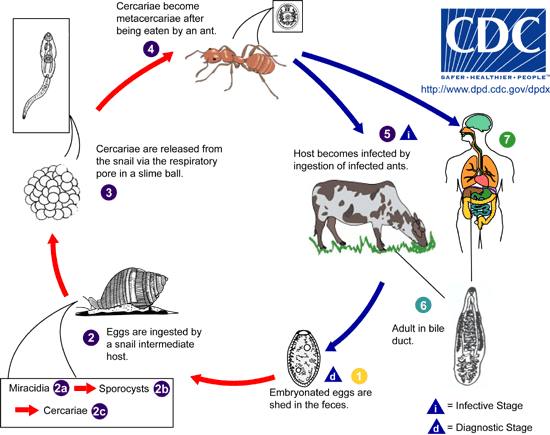
Vývojový cyklus D. dendriticum

Dospělí jedinci motolice kopinaté se lokalizují v jaterních žlučovodech definitivního hostitele (např. ovce, muflon). Vajíčka produkovaná dospělými motolicemi odcházejí s žlučí do střeva a dále do vnějšího prostředí. Vajíčka s vyvinutými larvami (miracidium) jsou pozřena 1. mezihostitelem, kterým jsou suchozemští plži rodu Zebrina nebo Helicella. Ve střevě plžů se miracidia uvolňují z obalu vajíček a migrují do hepatopankreatu plže, kde prodělávají další vývoj. Postupně přes stádia sporocysta, redie a dceřiná redie vznikají cerkarie, jež jsou vylučovány slizem plže do vnějšího prostředí. 2. mezihostitelem jsou mravenci rodu Formica, kteří se živí slizem těchto plžů. Mravenec se infikuje pozřením slizu s cerkáriemi. Ty pronikají do tělní dutiny mravence a encystují v infekční stádium – metacerkarie. Definitivní hostitel (např. ovce) se nakazí při pastvě pozřením infikovaného mravence, který v důsledku poškození nervové soustavy zůstává strnule přichycen na vrcholcích stébel trav. V trávicím traktu ovce se pak metacerkárie přemění na mladé motoličky, jež pronikají střevní stěnou a migrují do jater, kde dospívají.

## Definitivní hostitelD. dendriticum
- nejčastěji:
  - ovce, muflon
- méně často:
  - koza, skot, jelenovití (jelen, daněk, srnec)
- ojediněle:
  - prase, králík, kůň, pes, člověk

## MezihostiteléD. dendriticum
1. mezihostitel: suchozemský plž (rody Zebrina, Helicella, Theba, Fruticola)
2. mezihostitel: mravenec (rod Formica)

## Patogenita a klinické příznaky

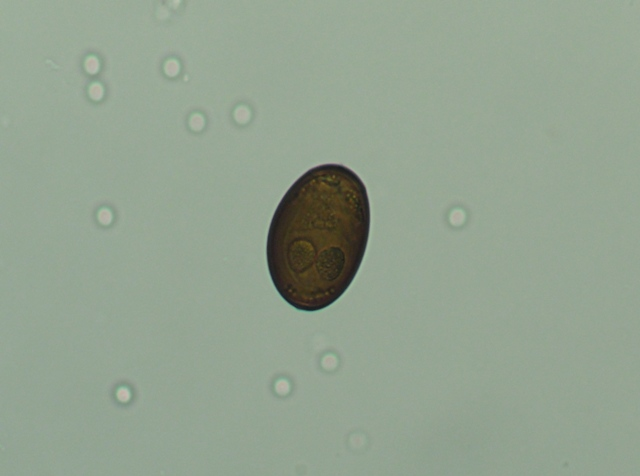
Vajíčko D. dendriticum

Infekce u přežvýkavců jsou většinou bez příznaků. Při masivních infekcích mohou být tyto příznaky: anémie, ikterus, edémy, hubnutí, apatie, v těžkých případech i úhyny.

## Diagnostika
- koprologické vyšetření trusu flotační metodou (nález typických vajíček)
- patologie
- sérologické metody (ELISA, Westernblot)

## Terapie
- albendazol
- fenbendazol
- praziquantel